# Bulbostylis basalis
Bulbostylis basalis là một loài thực vật có hoa trong họ Cói. Loài này được Fosberg mô tả khoa học đầu tiên năm 1977.